# Caius Helvius Cinna
Caius Helvius Cinna (Kr. e. 1. század) római költő.
Catullus és Vergilius barátja volt. Két művéről van tudomásunk, a Propempticon Pollonis című Asinius Polliónak Kr. e. 46-os görögországi útját tárgyalta, a Smyrna című eposz pedig Mürrhának apja, Kinürasz iránti szerelmét. Ez utóbbit az alexandriai költők modorában készítette, és állítólag tíz éven át dolgozott rajta.